# جوردن بيكر (لاعبة كرة قدم)
جوردن بيكر (بالإنجليزية: Jordan Baker)‏ هي لاعبة كرة قدم أسترالية، ولدت في 1 نوفمبر 1996 في بادينغتون ‏ في أستراليا. لعبت مع وسترن سيدني واندررز.